# ジャック・デラ・マダレナ
ジャック・デラ・マダレナ（Jack Della Maddalena、1996年9月10日 - ）は、オーストラリアの男性総合格闘家。西オーストラリア州パース出身。スクラッピーMMA所属。現UFC世界ウェルター級王者。UFCパウンド・フォー・パウンド・ランキング8位。

## 来歴
8歳からラグビーを始め、その後は兄の影響でラグビーと並行して14歳からボクシングを始めた。ラグビーのキャリアを終えた後に総合格闘技のトレーニングを始め、2016年にプロ総合格闘技デビュー。
2021年9月14日、Dana White's Contender Series 39でアンジュ・ルーサと対戦し、3-0の判定勝ちを収め、UFCとの契約権を獲得した。

### UFC
2022年1月22日、UFC初参戦となったUFC 270でピート・ロドリゲスと対戦し、左ストレートでダウンを奪いパウンドで1RTKO勝ち。
2022年6月11日、UFC 275でラマザン・エミーフと対戦し、左ボディブローでダウンを奪いパウンドで1RTKO勝ち。パフォーマンス・オブ・ザ・ナイトを受賞した。
2022年11月19日、UFC Fight Night: Nzechukwu vs. Cuțelabaでダニー・ロバーツと対戦し、スタンドパンチ連打でダウンを奪いパウンドで1RTKO勝ち。2試合連続のパフォーマンス・オブ・ザ・ナイトを受賞した。
2023年2月11日、UFC 284でランディ・ブラウンと対戦。右フックでダウンを奪い、追撃のパウンドからリアネイキドチョークで1R一本勝ち。3試合連続のパフォーマンス・オブ・ザ・ナイトを受賞した。
2023年7月15日、UFC on ESPN: Holm vs. Bueno Silvaでバシル・ハファスと対戦し、2-1の判定勝ち。ファイト・オブ・ザ・ナイトを受賞した。
2023年9月16日、UFC Fight Night: Grasso vs. Shevchenko 2でウェルター級ランキング13位のケビン・ホランドと対戦し、2-1の判定勝ち。
2024年3月9日、UFC 299でウェルター級ランキング4位のギルバート・バーンズと対戦し、グラウンドから立ち上がった直後に右膝蹴りでダウンを奪い、グラウンドの肘打ち連打で3RKO勝ち。パフォーマンス・オブ・ザ・ナイトを受賞した。試合後、マネージャーのティム・シンプソンは、試合序盤にデラ・マダレナが左前腕を骨折していたことを明かした。

#### UFC世界王座獲得
2025年5月10日、UFC 315のUFC世界ウェルター級タイトルマッチで王者ベラル・ムハマッドに挑戦し、3-0の5R判定勝ち。王座獲得に成功し、ファイト・オブ・ザ・ナイトを受賞した。

## 戦績
| 総合格闘技 戦績 | 総合格闘技 戦績 | 総合格闘技 戦績 | 総合格闘技 戦績 | 総合格闘技 戦績 | 総合格闘技 戦績 | 総合格闘技 戦績 |
| --------------- | --------------- | --------------- | --------------- | --------------- | --------------- | --------------- |
| 20 試合         | (T)KO           | 一本            | 判定            | その他          | 引き分け        | 無効試合        |
| 18 勝           | 12              | 2               | 4               | 0               | 0               | 0               |
| 2 敗            | 1               | 1               | 0               | 0               | 0               | 0               |

| 勝敗 | 対戦相手               | 試合結果                                      | 大会名                                                                      | 開催年月日     |
| ○    | ベラル・ムハマッド     | 5分5R終了 判定3-0                             | UFC 315: Muhammad vs. Della Maddalena 【UFC世界ウェルター級タイトルマッチ】 | 2025年5月10日  |
| ○    | ギルバート・バーンズ   | 3R 3:43 KO（右膝蹴り→グラウンドの肘打ち連打） | UFC 299: O'Malley vs. Vera 2                                                | 2024年3月9日   |
| ○    | ケビン・ホランド       | 5分3R終了 判定2-1                             | UFC Fight Night: Grasso vs. Shevchenko 2                                    | 2023年9月16日  |
| ○    | バシル・ハファス       | 5分3R終了 判定2-1                             | UFC on ESPN 49: Holm vs. Bueno Silva                                        | 2023年7月15日  |
| ○    | ランディ・ブラウン     | 1R 2:13 リアネイキドチョーク                  | UFC 284: Makhachev vs. Volkanovski                                          | 2023年2月11日  |
| ○    | ダニー・ロバーツ       | 1R 3:24 TKO（スタンドパンチ連打→パウンド）    | UFC Fight Night: Nzechukwu vs. Cuțelaba                                     | 2022年11月19日 |
| ○    | ラマザン・エミーフ     | 1R 2:32 TKO（左ボディブロー→パウンド）        | UFC 275: Teixeira vs. Procházka                                             | 2022年6月12日  |
| ○    | ピート・ロドリゲス     | 1R 2:59 TKO（左ストレート→パウンド）          | UFC 270: Ngannou vs. Gane                                                   | 2022年1月22日  |
| ○    | アンジュ・ルーサ       | 5分3R終了 判定3-0                             | Dana White's Contender Series 39                                            | 2021年9月14日  |
| ○    | アルディン・ベイツ     | 1R 1:12 KO（右フック）                        | Eternal MMA 53 【EMMAウェルター級タイトルマッチ】                           | 2020年10月10日 |
| ○    | グレン・ペティグリュー | 2R 1:52 TKO（右ボディブロー→パウンド）        | Eternal MMA 53 【EMMAウェルター級タイトルマッチ】                           | 2020年2月29日  |
| ○    | ケビン・ジュセット     | 2R 5:00 TKO（ドクターストップ）               | Eternal MMA 53 【EMMAウェルター級タイトルマッチ】                           | 2019年10月4日  |
| ○    | ディーン・アブラモ     | 1R 2:27 TKO（パウンド）                       | Eternal MMA 53 【EMMAウェルター級タイトルマッチ】                           | 2018年9月22日  |
| ○    | ルーク・ハワード       | 2R 0:28 KO（左フック）                        | Eternal MMA 53 【EMMAウェルター級タイトルマッチ】                           | 2018年3月10日  |
| ○    | ジェームス・ダケット   | 2R 3:44 リアネイキドチョーク                  | Cage Warriors 88                                                            | 2017年10月28日 |
| ○    | タイ・ダンカン         | 2R 0:19 TKO（左ボディブロー→パウンド）        | Eternal MMA 26                                                              | 2017年7月8日   |
| ○    | グレン・ペティグリュー | 1R 3:26 TKO（左ボディブロー→パウンド）        | Reign Fighting 3                                                            | 2017年4月8日   |
| ○    | ブラント・コジル       | 1R 1:57 KO（肘打ち）                          | Eternal MMA 20                                                              | 2016年10月15日 |
| ×    | ダーシー・ベンディ     | 1R 4:11 リアネイキドチョーク                  | Eternal MMA 17                                                              | 2016年5月28日  |
| ×    | アルディン・ベイツ     | 3R 2:16 TKO（パウンド）                       | Eternal MMA 15                                                              | 2016年3月12日  |

## 獲得タイトル
- Eternal MMAウェルター級王座（2018年）
- 第15代UFC世界ウェルター級王座（2025年）

## 表彰
- UFC ファイト・オブ・ザ・ナイト (2回)
- UFC パフォーマンス・オブ・ザ・ナイト (4回)